# Egelsbergmühle
Die Egelsbergmühle (auch Egelsberg-Mühle oder Egelsberger Mühle) ist die Bezeichnung der Turmwindmühle holländischer Bauart auf dem Egelsberg (46 m ü. NN) in der nordrhein-westfälischen Stadt Krefeld. Sie ist neben der Elfrather Mühle die zweite im Stadtteil Traar.
Die gemauerte Turmwindmühle besitzt eine Holzschindelhaube und vier Flügel, deren Durchmesser 19,5 m betragen. Die Leistung der Windmühle wird maximal etwa 20 kW betragen haben.
Heute wird die Mühle an ausgewählten Tagen für Autorenlesungen, Kunstausstellungen oder auch Hochzeiten öffentlich zugänglich gemacht. Sie ist außerdem auf dem Wappen des Stadtteils Traar zu sehen.

## Geschichte
Ende des 18. Jahrhunderts wurde mit dem Bau der Egelsbergmühle begonnen, die Fertigstellung und Inbetriebnahme folgte 1802. 1930 wurde die Mühle von Wind- auf Motorbetrieb umgestellt und bis 1942 als Getreidemühle genutzt. Artillerietreffer beschädigten sie im März 1945 erheblich. Die Flügel und Schindelhaube wurden nach dem Krieg wiederhergestellt, die Einschusslöcher vermauert. 1954 wurde sie von der Stadt Krefeld aus Familienbesitz übernommen, woraufhin die Mühle wieder instand gesetzt und der Mühlenkopf umgebaut wurde. Seit 1980 wird der Turmholländer abends angestrahlt. 1984 wurde er in die Denkmalliste der Stadt Krefeld aufgenommen und von 1997 bis 2002 erneut renoviert und umgebaut. Das historische Mahlwerk im Inneren ist noch erhalten.

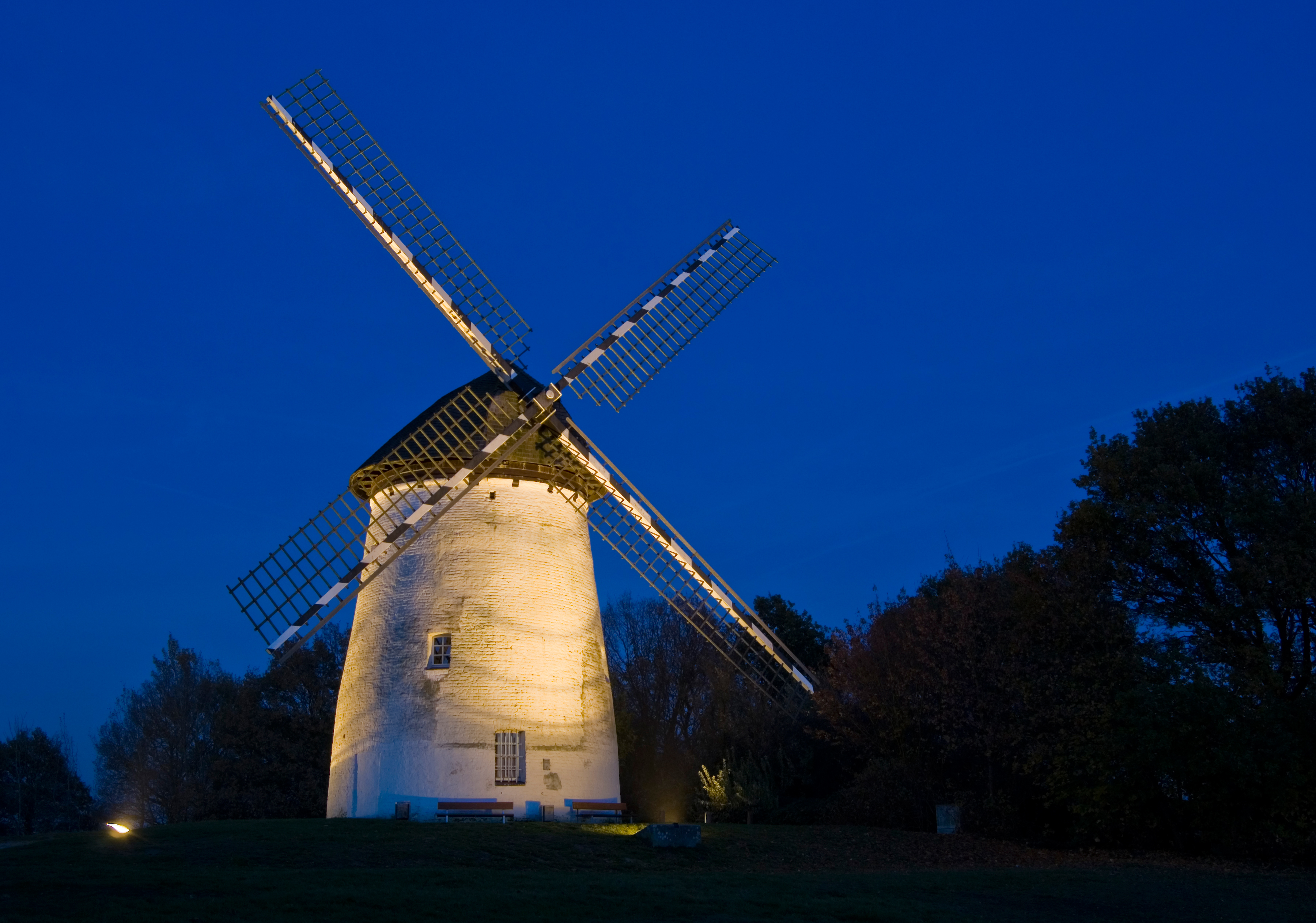
Beleuchtete Egelsbergmühle am Abend
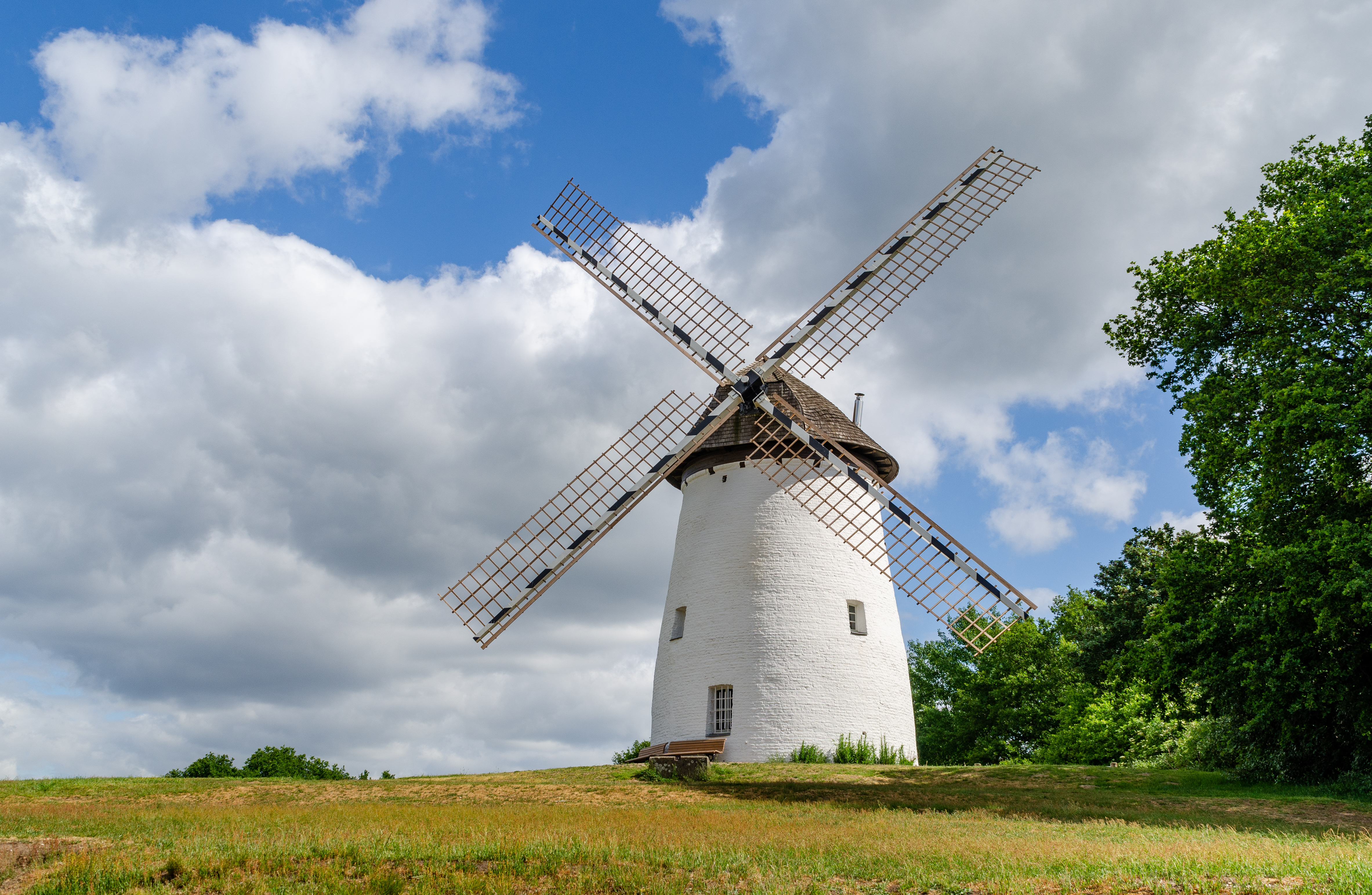
Egelsbergmühle 2020 nach umfassender Instandsetzung
Wappen von Traar mit der Egelsbergmühle